# Misythus trachynotus
Misythus trachynotus är en insektsart som beskrevs av Morgan Hebard 1923. Misythus trachynotus ingår i släktet Misythus och familjen torngräshoppor. Inga underarter finns listade i Catalogue of Life.